# Salles-Courbatiès
Salles-Courbatiès è un comune francese di 416 abitanti situato nel dipartimento dell'Aveyron nella regione dell'Occitania.

## Società

### Evoluzione demografica
Abitanti censiti